# مارسيل ويس
مارسيل ويس (بالإنجليزية: Marcel Wyss)‏ ولد بتاريخ 25 يونيو 1986 في سويسرا، هو دراج سويسري في صنف سباق الدراجات على الطريق.

## سجل النتائج

### سباقات أو مراحل فاز بها
| التاريخ       | السباق                                                         | المركز                   |
| ------------- | -------------------------------------------------------------- | ------------------------ |
| 30 مايو 2010  | طواف إيطاليا 2010                                              | التاسع في تصنيف أفضل شاب |
| 23 يونيو 2011 | 2011 Switzerland National Road Cycling Championships - Men ITT |                          |
| 08 يوليو 2012 | طواف النمسا 2012                                               | الثامن في التصنيف العام  |
| 17 مارس 2013  | شوليه باي دي لوار 2013                                         | الثاني في التصنيف العام  |
| 28 أبريل 2013 | طواف روماندي 2013                                              | العاشر في التصنيف العام  |
| 04 مايو 2013  | 2013 Tour de Berne                                             |                          |
| 16 أغسطس 2015 | سباق النرويج 2015                                              | العاشر في التصنيف العام  |
| 01 مايو 2016  | طواف روماندي 2016                                              | التاسع في تصنيف الجبال   |
| 13 أغسطس 2016 | طواف أين 2016                                                  | الثامن في التصنيف العام  |
| 09 يوليو 2023 | 2023 Tour de Berne                                             |                          |

## وصلات خارجية
- الموقع الرسمي

## روابط خارجية
- مارسيل ويس على موقع الاتحاد الدولي للدراجات (الإنجليزية)
- مارسيل ويس على موقع أرشيف الدراجات (الإنجليزية)
- مارسيل ويس على موقع إحصائيات الدراجات الإحترافية (الإنجليزية)
- مارسيل ويس على موقع نسبة الدراجات (الإنجليزية)
- مارسيل ويس على موقع CycleBase (الإنجليزية)